# Döbelns park
Le Döbelns park (parc Döbelns) est un parc municipal situé au centre de la ville suédoise d'Umeå. Le parc Döbelns est le plus ancien parc d'Umeå et est un parc culturel : depuis longtemps, des concerts y ont lieu et il contient un théâtre. Le parc est situé sur Storgatan, à l'est de l'église d'Umeå.

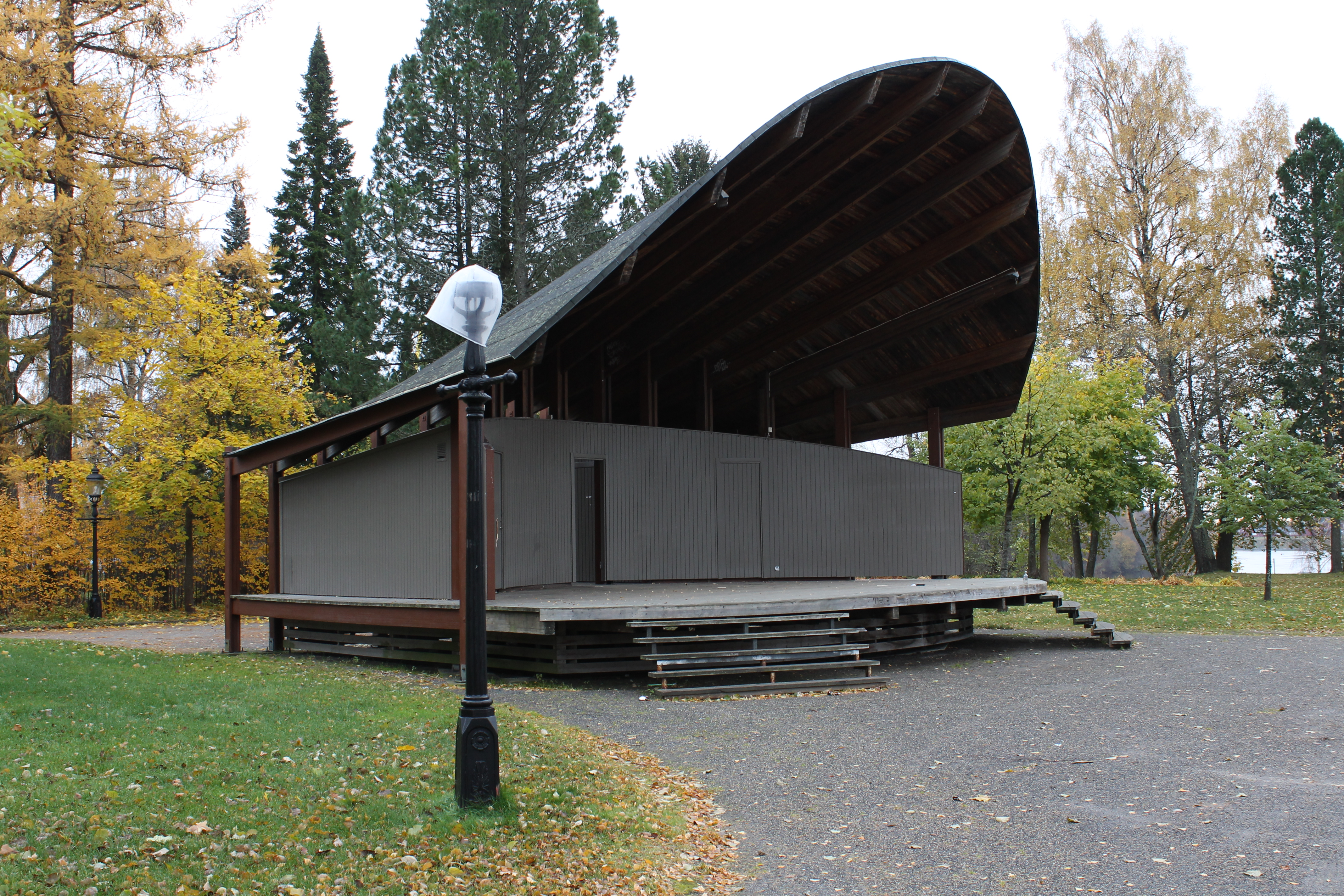
Le théâtre dans le parc

## Histoire
Le parc est fondé en 1865 sous le nom de Stadsträdgården (parc municipal) mais renommé en 1867 d'après le général Georg Carl von Döbeln quand un monument du général y était placé. Le parc est conçu dans un style anglais.
En 1888 un grand incendie détruit la plupart du parc et des nombreux arbustes et des arbres ont été gravement endommagés. Le monument est resté intact. En 1897 une restauration majeure a commencé.
En 1920 un théâtre était construit dans le parc, où des concerts et d'autres spectacles ont lieu. À côté du monument du général Von Döbeln il y a aussi un buste de la compositrice suédoise Wilhelm Peterson-Berger. En 1997, le parc est à nouveau dans avec le but d'améliorer le parc culturel.